# Judy Moody and the Not Bummer Summer
Judy Moody and the Not Bummer Summer (Judy Moody y un Verano que Promete en hispanoamericano) es una película dirigida por John Schultz, protagonizada por Jordana Beatty, Heather Graham y Parris Mosteller, estrenada en 2011. Está basada en los libros Judy Moody escritos por Megan McDonald y dibujados por Peter H. Reynolds

## Argumento
Judy Moody, estudiante de tercer grado, se prepara para tener el verano más emocionante de su vida. Sin embargo, sus padres (Kristoffer Winters y Janet Varney) viajan a California para ayudar a los abuelos de Judy, con Judy y su hermano Stink (Parris Mosteller) supervisados por su tía Opal (Heather Graham). Judy decide organizar un concurso con sus amigos para ver quién puede tener el verano más emocionante ganando "puntos de emoción". Al comienzo del verano, sus amigos se van a excepción de Frank (Preston Bailey). Amy irá a Borneo y Rocky irá al campamento de circo. Sus amigos le envían fotos de su verano, por lo que Judy trata de superarlas, pero Frank arruina todos sus planes al tirarla de una cuerda floja, vomitar sobre ella en una montaña rusa y abandonar el teatro en medio de una película de terror. . Después de que sus ideas salen mal, decide quedarse en su habitación por el resto del verano, hasta que escuche el noticiero frente a su casa. Ella mira por la ventana y descubre que Stink va a estar en las noticias, debido a su búsqueda de Bigfoot. Intenta ser parte de la historia, pero el equipo de cámaras evita que las cámaras la filmen.
Judy intenta emparejarse con su hermano Stink en la búsqueda de Bigfoot. Un día, mientras están fuera, ven a Bigfoot caminando por la calle. Intentan perseguirlo, pero él salta dentro de una furgoneta de helados. Los dos terminan viendo a miembros del club de búsqueda Bigfoot de Zeke, y se suben a la camioneta con ellos. Continúan persiguiendo a Bigfoot, pero la furgoneta del noticiero se apresura y salta frente a ellos. Judy y los demás conducen a su alrededor y terminan encontrándolos en la Zona de Diversión, un antiguo parque de diversiones. Bigfoot y el conductor de la furgoneta de helados (que se descubrió que era el Sr. Todd) salen de la furgoneta. Descubren que Bigfoot realmente es Zeke disfrazado, y que estaba ayudando al Sr. Todd a vender helados. Como premio por encontrar al Sr. Todd, Judy obtiene dos boletos de asiento de primera fila para el circo. Judy termina participando en un acto de circo (porque era la familia de Rocky). A medida que la cortan por la mitad, la escena va hacia ella en su patio trasero frente a que su familia la corte por la mitad. Su tía Opal está a punto de irse, pero antes de irse, ella y Judy van a ponerle sombreros a los leones y obtiene más puntos de emoción. Judy dice que conocer a su tía Opal la ayudó a obtener los puntos más emocionantes. Tía Opal le dice a Judy que el próximo año, planea envolver toda la Torre Eiffel con 10,000 bufandas y quiere que Judy la ayude. La película termina con ellos obteniendo dinero para la estatua de Stink's Bigfoot siendo tocada por el vecindario.

## Reparto
| Personaje                        | Actor original          | Actor de doblaje                |
| -------------------------------- | ----------------------- | ------------------------------- |
| Judy Moody                       | Jordana Beatty          | Nycolle González                |
| Tía Opal                         | Heather Graham          | Belinda Martínez                |
| James "Stink" Moody              | Parris Mosteller        | Irving Corona                   |
| Frank Pearl                      | Preston Bailey          | Emilio Treviño                  |
| Rocky Zang                       | Garrett Ryan            | José Antonio Toledano           |
| Amy                              | Taylar Hender           | Andrea Arruti                   |
| Jessica Finch                    | Ashley Boettcher        | Melissa Gedeón                  |
| Sr. Moody                        | Kristoffer Ryan Winters | José Gilberto Vilchis           |
| Sra. Moody                       | Janet Varney            | Circe Luna                      |
| Sr. Todd                         | Jaleel White            | Luis Fernando Orozco            |
| Zeke                             | Jackson Odell           | Alejandro Orozco                |
| Reportera                        | Jenn Korbee             | Andrea Orozco                   |
| Herb Birnbaum                    | Robert Costanzo         | Herman López                    |
| Rose Birnbaum                    | Sharon Sachs            | Laura Torres                    |
| Vampiro de la entrega de tickets | Norwood Cheek           | Alejandro Urbán                 |
| Reportero en animado             | Dean Cameron            | Alejandro Urbán                 |
| Surfista entrenador              | Frank Caronna           | Daniel Urbán                    |
| Zombi en la película             | Brian Palermo           | Daniel Urbán                    |
| Ivy (de la entrada de tickets)   | Megan Franich           | Claudia Urbán                   |
| Sra. Zang, madre de Rocky        | Jenica Bergere          | Claudia Urbán                   |
| Hunter                           | Cameron Boyce           |                                 |
| Hombre en la película            | James McManus           | José Luis Orozco                |
| "Trey Paul" Nevreby              | Doug MacMillan          | Gerardo Suárez                  |
| Maestro de ceremonias            | Richard Riehle          | Gonzalo Curiel                  |
| Niño del castillo inflable       | Cable Magness           |                                 |
| Guacamayo                        | Rainbow                 | Francisco Colmenero ¿?          |
| Presentación                     | N/D                     | Gerardo Suárez                  |
| Insertos                         | N/D                     | Gerardo Suárez Alejandro Urbán* |
| *Sólo once insertos              |                         |                                 |

## Recepción
La película recibió un 20% de comentarios positivos en el sitio web Rotten Tomatoes, basado en un total de 80 reseñas, con un promedio ponderado de 4.31 / 10. El consenso dice: "Entretenido para algunos espectadores muy jóvenes, pero para aquellos con períodos de atención normales, Judy Moody es una fuerte sobrecarga hiperactiva". El crítico de cine Roger Ebert calificó a la película con dos de cuatro estrellas, afirmando que "los niños pequeños pueden encontrarla [perfectamente] aceptable" pero "[los adultos] pueden encontrarse buscando cosas en qué pensar mientras miran esta película". Sin embargo, dijo que la película progresa "con muchos colores brillantes y música alegre".